# Ofè
Ofè è un arrondissement del Benin situato nella città di Savè (dipartimento delle Colline) con 11.591 abitanti (dato 2006).